# Завадинці (Хмельницький район)

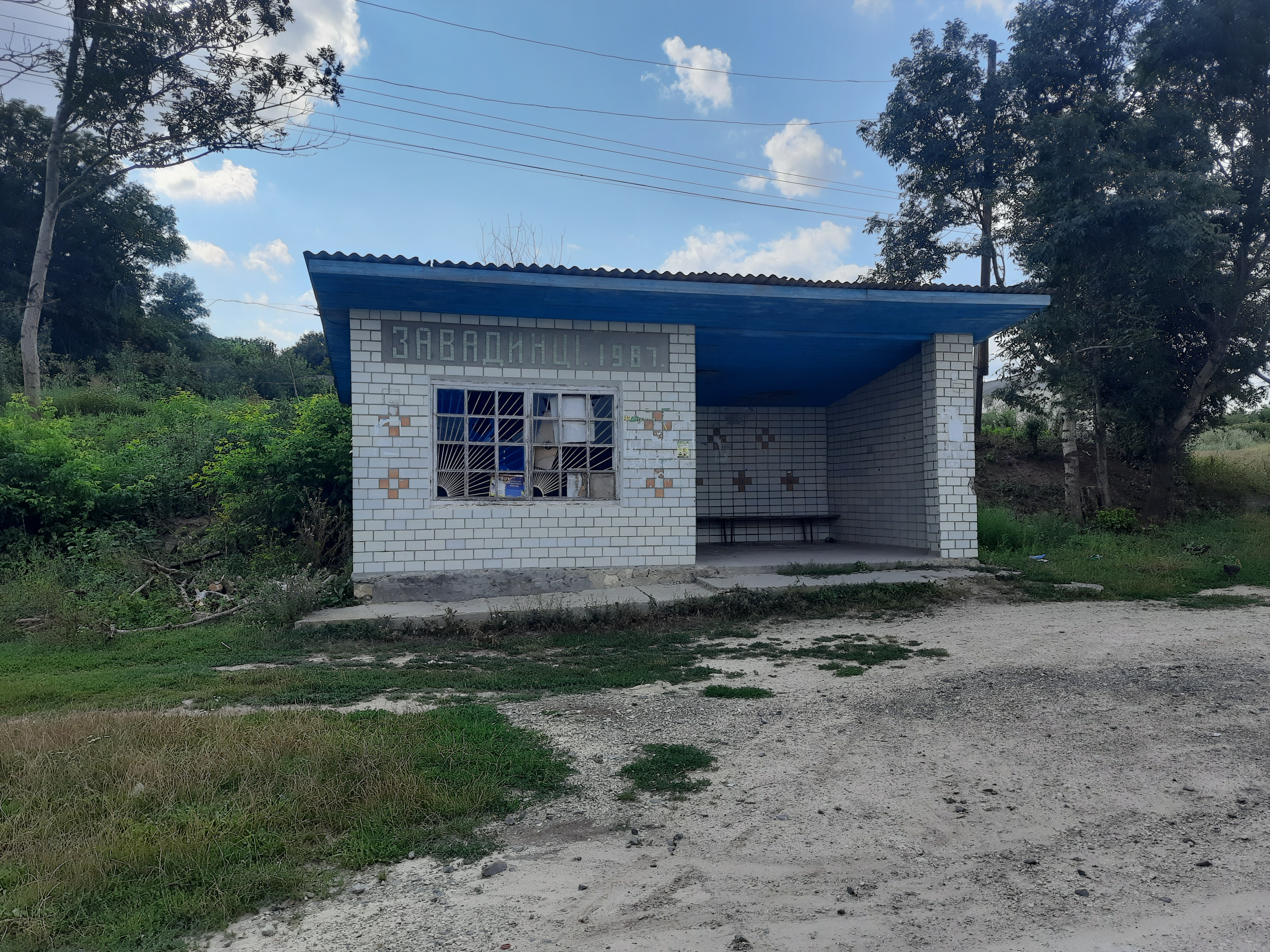
Автобусна зупинка

Завади́нці — село в Україні, у Городоцькій міській територіальній громаді Хмельницького району Хмельницької області. Населення становить 661 осіб.

## Історія
В середині 1870-х Казимир Фердинанд Пуласький посів маєток у Завадинцях, де господарував до 1918 року. Маєток в селі був спалений у 1918 році, разом з ним згорів зібраний К. Ф. Пулаським родинний архів.
7 (20) листопада 1917 року, відповідно до Третього Універсалу Української Центральної Ради, увійшло до складу Української Народної Республіки.
12 червня 2020 року, відповідно до розпорядження Кабінету Міністрів України № 727-р «Про визначення адміністративних центрів та затвердження територій територіальних громад Хмельницької області», увійшло до складу Городоцької міської громади.
19 липня 2020 року, в результаті адміністративно-територіальної реформи та ліквідації Городоцького району, увійшло до складу новоутвореного Хмельницького району.
Колищній орган місцевого самоуправління — Великояромирська сільська рада.

## Населення

### Мова
Розподіл населення за рідною мовою за даними перепису 2001 року:
| Мова            | Кількість | Відсоток |
| --------------- | --------- | -------- |
| українська      | 650       | 98.34%   |
| російська       | 8         | 1.21%    |
| інші/не вказали | 3         | 0.45%    |
| Усього          | 661       | 100%     |

## Відомі люди
- Гаврилюк Богдан Анатолійович  (1992 - 2024) — військовослужбовець Збройних сил України, учасник російсько-української війни.